# Harmoe
𝒉𝒂𝒓𝕞𝕠𝕖（ハルモエ）は、日本の女性声優である岩田陽葵と小泉萌香による声優ユニット。
所属レーベルはポニーキャニオン。公式ファンクラブの名称は「はるもえroom」。

## 概要
2020年12月3日に結成が発表され、2021年3月10日にデビュー。
ユニット名は岩田陽葵の「陽(はる)」と小泉萌香の「萌(もえ)」を合わせたものとなる。
元々はプロジェクト発足時に仮として付けられた名前だったが、響きの良さや2人の雰囲気に合っていたことから正式に採用された。名付け親はプロジェクト発足時の総合プロデューサー・野島鉄平。
キャッチコピーは「音楽と物語はいっしょに歩く」。
コンセプトは「OTOGI×ELECTRO」。まるで舞台やアニメを見ているような「おとぎ話」の世界を、心地よいダンスポップミュージックにのせて、全世界に発信するプロジェクト。

## メンバー
| 人名                         | 生年月日              | 出身地 | カラー |
| ---------------------------- | --------------------- | ------ | ------ |
| 岩田陽葵 （いわた はるき）   | 1995年4月3日（30歳）  | 東京都 | ■      |
| 小泉萌香 （こいずみ もえか） | 1996年2月27日（29歳） | 兵庫県 | ■      |

## 来歴
2020年
- 12月3日、ユニットの結成[7]および、2021年春にポニーキャニオンからデビューすることが発表された[8]。また、同メンバーの2人は2019年4月より、ニコニコチャンネルで「岩田陽葵・小泉萌香 気の向くままに思うがままにっ!」を冠番組として持っている[9]。

2021年
- 3月10日、1stシングル『きまぐれチクタック』が発売[10]。作品のコンセプトは「不思議の国のアリス」で[11]、表題曲はテレビ朝日系「お願い!ランキング」の3月度エンディングテーマに起用された[12]。また、同日にオフィシャルファンクラブ「はるもえroom」が開設された[4]。
- 4月4日、初のトーク&ミニライブイベント「harmoe canvas session I」が、Zepp Tokyoにて全3部制で開催された[13]。トークパートのMCは細田健太[14]、ライブパートのバックダンサーは香織[15]、花菜[16]が務めた。ライブでは2曲のカバー楽曲を含んだ全5曲を披露[17]。
- 8月18日、2ndシングル『マイペースにマーメイド』が発売。作品のコンセプトは「リトル・マーメイド」で、表題曲の作詞を三森すずこ、作曲・編曲を1stシングルに引き続きTomgggがそれぞれ担当した[18]。
- 9月4日、テレビ朝日公式YouTubeチャンネル「動画、始めてみました」にて配信された「オーイシマサヨシ×鈴木愛理のアニソン神曲カバーでしょdeショー!!」にゲストとして出演[19]。ユニットで出演した番組としてはこれが初となる。
- 10月9日、トーク&ミニライブイベント「harmoe canvas session II」が、メルパルクホール東京にて全3部制で開催された[20]。トークパートのMCは細田健太、ライブパートのバックダンサーは香織、花菜が、「harmoe canvas session I」に続いてそれぞれ務めた。ライブでは2曲のカバー楽曲を含んだ全6曲を披露[21]。
- 11月3日、初のファンクラブ会員限定イベント「はるもえtheater stage I」がKT Zepp Yokohamaにて全2部制で開催された[22]。トークパートのMCは細田健太、ゲストはTomggg。また、当イベント内にてファンクラブ会員限定の生配信「はるもえティーパーティー」のオープニング用に使用される予定の主題歌がリアルタイムに作曲・作詞された[23]。
- 12月22日、3rdシングル『アラビアン・ユートピアン』が発売。作品のコンセプトは「アラジン」で、表題曲の作詞をやぎぬまかな、作曲・編曲を1st、2ndに引き続いてTomgggが担当した[24]。表題曲はテレビ朝日系「musicるTV」の12月度オープニングテーマに起用された[25]。

2022年
- 3月12日、トーク&ミニライブイベント「harmoe canvas session III」が、府中の森芸術劇場にて全3部制で開催された。トークパートのMCは細田健太、ライブパートのバックダンサーは香織、花菜。ライブでは6月発売のアルバムに収録される新曲を含めた全6曲を披露[26]。
- 6月22日、1stアルバム『It's a small world』が発売。アルバムのテーマは「It’s a small world」。また、本作を引っさげたライブツアーが8月に開催されることも発表された[27]。
- 8月13日 - 21日、1st LIVE TOUR「This is harmoe world」が名古屋・大阪・東京の全3会場にて開催された[28]。
- 9月7日、4thシングル『ふたりピノキオ』が発売[29]。作品のコンセプトは「ピノキオ」で、表題曲はテレビアニメ『継母の連れ子が元カノだった』のエンディングテーマに起用された[30]。harmoeとしては初のアニメタイアップとなる。
- 10月1日、トーク&ミニライブイベント「harmoe canvas session IV」が、品川ステラボールにて全3部制で開催された[31]。トークパートのMCは細田健太、ライブパートのバックダンサーは香織、花菜。

2023年
- 1月22日、ファンクラブ会員限定イベント「はるもえティーパーティー Special」がイイノホールにて全2部制で開催された。
- 3月8日、1stミニアルバム『Villans:impress』が発売。アルバムのテーマは「Villans」。
- 7月30日・8月12日、2nd LIVE TOUR「GOOD and EVIL」が大阪・神奈川の全2会場にて開催された[32]。
- 8月25日、「Animelo Summer Live 2023 -AXEL-」に初出演。初日のトップバッターを務めた[33]。
- 10月11日、5thシングル『Love is a potion』が発売。作品のコンセプトは「白雪姫」で、表題曲はテレビアニメ『ポーション頼みで生き延びます!』のエンディングテーマに起用された[34]。
- 11月19日、トーク&ミニライブイベント「harmoe canvas session V」が、恵比寿 ザ・ガーデンホールにて全3部制で開催された[35]。

2024年
- 1月6日、ファンクラブ会員限定イベント「はるもえtheater stage II」が山野ホールにて全2部制で開催された。
- 1月21日、初の海外イベント「Say U Fan vol.2 harmoe FAN MEETING」が韓国・ソウルのイルチアートホールにて全2部制で開催された。
- 2月7日、6thシングル『ふわふわpartyつられてhappy』が発売。作品のコンセプトは「クマのプーさん」で、表題曲はテレビアニメ『異世界でもふもふなでなでするためにがんばってます。』のエンディングテーマに起用された[36]。
- 3月10日、トーク&ミニライブイベント「harmoe canvas session VI」が、山野ホールにて全3部制で開催された[37]。
- 6月19日、2ndアルバム『radii』が発売。アルバムのテーマは「愛」。
- 9月8日 - 16日、3rd LIVE TOUR「ii'm here」が東京2会場・京都1会場の全3会場で開催された[38]。
- 12月25日、初のアコースティックライブ「harmoe ファンクラブライブ2024 〜Christmas Acoustic Live〜」がyokohama LANDMARK HALLにて全2部制で開催された。

2025年
- 1月8日、7thシングル『トゥインクル・デイズ』が発売。作品のコンセプトは「ピーター・パンとウェンディ」で、表題曲はテレビアニメ『いずれ最強の錬金術師?』のエンディングテーマに起用された[39]。また同日に「トゥインクル・デイズ」のミュージック・ビデオを公式YouTubeチャンネルで公開した[40]。
- 4月13日、ライブイベント「entrance to harmoe world」が、KT Zepp Yokohamaにて全2部制で開催された。
- 6月18日、2ndミニアルバム『i k i』が発売。アルバムのテーマは「時間」と「日本」で、リード曲「旅しよ!don't you?」はテレビアニメ『ざつ旅-That's Journey-』のオープニングテーマとして起用された[41]。

## ディスコグラフィ

### シングル

#### 配信限定
| 配信日        | タイトル                                   | 収録曲                                                                                                  |
| ------------- | ------------------------------------------ | --- |
| 2022年11月9日 | きまぐれチクタック(fu_mou Remix) LIVE ver. | 1. きまぐれチクタック(fu_mou Remix) LIVE ver. 作詞：ボンジュール鈴木、作曲・編曲：Tomggg、Remix：fu_mou |

### 映像作品
| 発売日         | タイトル                                            | 規格品番   | 規格品番   |
| 発売日         | タイトル                                            | 通常盤     | きゃにめ盤 |
| -------------- | --------------------------------------------------- | ---------- | ---------- |
| 2022年12月21日 | harmoe 1st LIVE TOUR "This is harmoe world" Blu-ray | PCXP-50937 | SCXP-00139 |
| 2023年12月20日 | harmoe 2nd LIVE TOUR "GOOD and EVIL" Blu-ray        | PCXP-51018 | SCXP-00160 |
| 2025年3月5日   | harmoe 3rd LIVE TOUR "ii'm here" Blu-ray            | PCXP-51130 | SCXP-00193 |

### 参加作品
| 発売日        | タイトル                                                     | 歌 | 楽曲                                        | 備考                                                     |
| ------------- | ------------------------------------------------------------ | --- | ------------------------------------------- | -------------------------------------------------------- |
| 2022年6月29日 | 電音部 ベストアルバム -シーズン.1- The Lights 完全生産限定盤 | harmoe | 「twilight [harmoe ver.]」                  |                                                          |
| 2025年2月19日 | 明日へ鳴らすリフレイン -P's GR∞VE Ver.-                      | 石原夏織、内田真礼、鬼頭明里、久保ユリカ、竹達彩奈、立花日菜、土岐隼一、花澤香菜、harmoe、稗田寧々 & 守屋亨香 from DIALOGUE+、三森すずこ | 「明日へ鳴らすリフレイン -P's GR∞VE Ver.-」 | ライブイベント『P's LIVE! 08 〜P's GR∞VE〜』テーマソング |

## ミュージックビデオ
| 公開日         | 曲名                                                          |
| -------------- | ------------------------------------------------------------- |
| 2021年1月29日  | 『きまぐれチクタック』MV short ver. - YouTube                 |
| 2021年3月10日  | 『きまぐれチクタック』Music Video Full ver. - YouTube         |
| 2021年6月11日  | 『マイペースにマーメイド』MV short ver. - YouTube             |
| 2021年8月18日  | 『マイペースにマーメイド』Music Video Full ver. - YouTube     |
| 2021年11月3日  | 『アラビアン・ユートピアン』MV short ver. - YouTube           |
| 2021年12月23日 | 『アラビアン・ユートピアン』Music Video Full ver. - YouTube   |
| 2022年6月23日  | 『HAPPY CANDY MARCH』Music Video Full ver. - YouTube          |
| 2022年7月6日   | 『セピアの虹』Music Video Full ver. - YouTube                 |
| 2022年7月14日  | 『ふたりピノキオ』Music Video Full ver. - YouTube             |
| 2023年3月8日   | 「Brilliant and bad」Music Video - YouTube                    |
| 2023年8月14日  | 『Love is a potion』Music Video Full ver. - YouTube           |
| 2024年1月8日   | 『ふわふわpartyつられてhappy』Music Video Full ver. - YouTube |
| 2024年6月19日  | 『HyperLoveSong』Music Video Full ver. - YouTube              |
| 2025年1月8日   | 『トゥインクル・デイズ』Music Video Full ver. - YouTube       |
| 2025年5月14日  | 『旅しよ！don’t you？』Music Video Full ver. - YouTube        |

## タイアップ
| 楽曲                       | タイアップ                                                                           | 時期   |
| -------------------------- | ------------------------------------------------------------------------------------ | ------ |
| きまぐれチクタック         | テレビ朝日系バラエティ番組『お願い!ランキング』3月度エンディングテーマ               | 2021年 |
| アラビアン・ユートピアン   | テレビ朝日系『musicる TV』12月度オープニングテーマ                                   | 2021年 |
| ふたりピノキオ             | テレビアニメ『継母の連れ子が元カノだった』エンディングテーマ                         | 2022年 |
| Love is a potion           | テレビアニメ『ポーション頼みで生き延びます!』エンディングテーマ                      | 2023年 |
| ふわふわpartyつられてhappy | テレビアニメ『異世界でもふもふなでなでするためにがんばってます。』エンディングテーマ | 2024年 |
| トゥインクル・デイズ       | テレビアニメ『いずれ最強の錬金術師?』エンディングテーマ                              | 2025年 |
| 旅しよ!don't you?          | テレビアニメ『ざつ旅-That's Journey-』オープニングテーマ                             | 2025年 |

## ライブ・イベント

### トーク&ミニライブ
| 出演日               | タイトル                           | 公演会場                                  | セットリスト |
| -------------------- | ---------------------------------- | ----------------------------------------- | --- |
| 2021年4月4日 全3部   | harmoe canvas session I            | Zepp Tokyo（東京都）                      | 1. キュリオシティ・パレット 2. Butter Sugar Cream（カバー） 3. Greed Greed（カバー） 4. Wonder girl 5. きまぐれチクタック                                                                                   |
| 2021年10月9日 全3部  | harmoe canvas session II           | メルパルクホール東京（東京都）            | 1. passport 2. Landscape（カバー） 3. Make a pearl 4. ターミナルセンター（カバー） 5. マイペースにマーメイド 6. きまぐれチクタック                                                                          |
| 2022年3月12日 全3部  | harmoe canvas session III          | 府中の森芸術劇場 どりーむホール（東京都） | 1. 私のヒミツは 2. ジターバグ（カバー） 3. いただきバベル（カバー） 4. Jasmine 5. アラビアン・ユートピアン 6. セピアの虹                                                                                    |
| 2022年10月1日 全3部  | harmoe canvas session IV           | 品川ステラボール （東京都）               | 1. エレクトリック・スポットライト・ガールズ 2. ミルキータイムライン（カバー） 3. ブルー・フェアリー 4. TWILIGHT GAME（カバー） 5. ふたりピノキオ                                                            |
| 2023年11月19日 全3部 | harmoe canvas session V            | 恵比寿 ザ・ガーデンホール （東京都）      | 1. Okey◎Dokey！ 2. twilight（カバー） 3. wait for you 4. ダンスの合図（カバー） 5. Love is a potion 6. ふわふわpartyつられてhappy                                                                           |
| 2024年1月21日 全2部  | Say U Fan vol.2 harmoe FAN MEETING | イルチアートホール（韓国・ソウル）        | 第1部 1. Love is a potion 2. きまぐれチクタック 3. ぐるぐるDJ TURN!!（カバー） 4. ふわふわpartyつられてhappy                                                                                                |
| 2024年1月21日 全2部  | Say U Fan vol.2 harmoe FAN MEETING | イルチアートホール（韓国・ソウル）        | 第2部 1. Love is a potion 2. ふたりピノキオ 3. 星のダイアローグ（カバー） 4. ふわふわpartyつられてhappy |
| 2024年3月10日 全3部  | harmoe canvas session VI           | 山野ホール （東京都）                     | 1. カラフル×ジョイフル 2. CUTE♡CUTE♡CUTE♡（カバー） 3. 深夜センチメンタル（カバー） 4. Honey Drop 5. ふわふわpartyつられてhappy 6. HyperLoveSong                                                            |
| 2025年4月13日 全2部  | entrance to harmoe world           | KT Zepp Yokohama （神奈川県）             | 1. 旅しよ!don't you? 2. 一寸先は光 3. harmony to the West 4. 空想エスケープ（EVIL REMIX） 5. VOICE 6. Brilliant and bad 7. きまぐれチクタック 8. Pixy Pixy 9. 金色イニシエィション 10. トゥインクル・デイズ |

### 合同ライブ・イベント
| 出演日            | タイトル                                               | 公演会場                                   | 備考 |
| ----------------- | ------------------------------------------------------ | ------------------------------------------ | --- |
| 2021年3月28日     | AnimeJapan2021                                         | ポニーキャニオン配信ブース ※オンライン開催 | トークイベント |
| 2021年8月14日     | みもパ！～夏休みだよ、全員集合！～                     | 神奈川県民ホール 大ホール（神奈川県）      | 参加楽曲 - マイペースにマーメイド(harmoe、三森すずこ) - Star Divine(harmoe、三森すずこ) - 超常恋現象(小泉萌香、三森すずこ、飯田里穂)                                                                                 |
| 2021年9月19日     | 京都国際マンガ・アニメフェア2021 京まふステージ        | ロームシアター京都 サウスホール（京都府）  | セットリスト 1. キュリオシティ・パレット 2. Butter Sugar Cream 3. Wonder girl 4. きまぐれチクタック 5. マイペースにマーメイド                                                                                        |
| 2022年2月13日     | P's LIVE〜Nice to P’s you!!〜                          | TACHIKAWA STAGE GARDEN（東京都）           | 新型コロナウイルスの影響により出演見送り ※配信チケット購入者限定の前日生配信には岩田陽葵のみMCとして出演 |
| 2023年6月10日     | ちゃやまち推しフェスティバル！                         | 常翔ホール（大阪府）                       | セットリスト 1. Brilliant and bad 2. マイペースにマーメイド |
| 2023年8月25日     | Animelo Summer Live 2023 -AXEL-                        | さいたまスーパーアリーナ（埼玉県）         | セットリスト 1. Love is a potion 2. ふたりピノキオ |
| 2024年3月24日     | かたりあPresents ポップカルチャーLIVE                  | 磐田市民文化会館（静岡県）                 | 参加楽曲 - 最強の推し!（出演者全員） - サインはB（オーイシマサヨシ、harmoe） - ふわふわpartyつられてhappy - Love is a potion - 初恋サイダー（鈴木愛理、OCHA NORMA、harmoe） - ようこそジャパリパークへ（出演者全員） |
| 2024年8月29日     | Gram&Groove2024                                        | お台場R地区（東京都）                      | ライブとランウェイのどちらにも出演 セットリスト 1. きまぐれチクタック 2. Love is a potion 3. ふたりピノキオ 4. HyperLoveSong                                                                                         |
| 2025年3月8日・9日 | P's LIVE! 08 〜P's GR∞VE〜                             | LINE CUBE SHIBUYA（東京都）                | 参加楽曲（DAY1） - HyperLoveSong - アンチクライアント - トゥインクル・デイズ - 深夜センチメンタル（鬼頭明里、harmoe） - 明日へ鳴らすリフレイン（出演者全員）                                                         |
| 2025年3月8日・9日 | P's LIVE! 08 〜P's GR∞VE〜                             | LINE CUBE SHIBUYA（東京都）                | 参加楽曲（DAY2） - トゥインクル・デイズ - マイペースにマーメイド - カラフル×ジョイフル - ドキドキトキドキトキメキス♡（DIALOGUE+、harmoe） - 明日へ鳴らすリフレイン（出演者全員）                                     |
| 2025年5月3日      | Voice Actors Day in 肉フェス2025 Powered by アミュボch | 肉フェス お台場特設会場（東京都）          | セットリスト 1. トゥインクル・デイズ 2. ふたりピノキオ 3. 旅しよ!don't you? 4. Love is a potion 5. 金色イニシエィション                                                                                              |
| 2025年7月6日      | リスパレ!LIVE vol.3                                    | なんばHatch（大阪府）                      | セットリスト 1. トゥインクル・デイズ 2. 旅しよ! don’t you? 3. カラフル×ジョイフル 4. 金色イニシエィション 5. アラビアン・ユートピアン 6. HyperLoveSong                                                               |

### ファンクラブイベント
| 出演日               | タイトル                                                  | 公演会場                           | 備考 |
| -------------------- | --------------------------------------------------------- | ---------------------------------- | --- |
| 2021年11月3日 全2部  | はるもえtheater stage I                                   | KT Zepp Yokohama（神奈川県）       | セットリスト（昼の部） 1. ヒトリゴト 2. カブトムシ 3. 舞台プレパレイション 4. エガオノキミヘ 5. きまぐれチクタック 6. マイペースにマーメイド                                                    |
| 2021年11月3日 全2部  | はるもえtheater stage I                                   | KT Zepp Yokohama（神奈川県）       | セットリスト（夜の部） 1. ヒトリゴト 2. キラキラ 3. Fly Me to the Star 4. ユニバーページ 5. きまぐれチクタック 6. マイペースにマーメイド                                                        |
| 2023年1月22日 全2部  | はるもえティーパーティー Special                          | イイノホール（東京都）             | トークイベント |
| 2024年1月6日 全2部   | はるもえtheater stage II                                  | 山野ホール（東京都）               | セットリスト（昼の部） 1. Fancy You 2. ボクノート 3. MANKAI☆開花宣言 4. BYERONY 5. ドキドキトキドキトキメキス♡ 6. ふわふわpartyつられてhappy 7. HAPPY CANDY MARCH                               |
| 2024年1月6日 全2部   | はるもえtheater stage II                                  | 山野ホール（東京都）               | セットリスト（夜の部） 1. 恋は太陽 2. 楓 3. サインはB 4. BYERONY 5. ドキドキトキドキトキメキス♡ 6. ふわふわpartyつられてhappy 7. HAPPY CANDY MARCH                                              |
| 2024年12月25日 全2部 | harmoe ファンクラブライブ2024 〜Christmas Acoustic Live〜 | yokohama LANDMARK HALL（神奈川県） | セットリスト（マチネ） 1. きまぐれチクタック 2. wait for you 3. 空想エスケープ 4. セピアの虹 5. Dorothy 6. Night before 7. Brilliant and bad 8. 雪のかけら 9. passport 10. Love is a potion     |
| 2024年12月25日 全2部 | harmoe ファンクラブライブ2024 〜Christmas Acoustic Live〜 | yokohama LANDMARK HALL（神奈川県） | セットリスト（ソワレ） 1. きまぐれチクタック 2. wait for you 3. 空想エスケープ 4. Make a pearl 5. セピアの虹 6. Night before 7. Brilliant and bad 8. Love is a potion 9. Dorothy 10. 雪のかけら |

### リリースイベント
| 出演日                           | タイトル                                                                          | 開催会場                                                                | 備考 |
| -------------------------------- | --------------------------------------------------------------------------------- | ----------------------------------------------------------------------- | --- |
| 2021年1月31日 全2部              | 1stシングル「きまぐれチクタック」発売記念オンラインサイン会                       | オンライン開催                                                          | 宛名を書いている様子をリミスタYouTube Liveにて生配信 |
| 2021年2月14日 全3部              | 1stシングル「きまぐれチクタック」発売記念オンラインサイン会                       | オンライン開催                                                          | 宛名を書いている様子をリミスタYouTube Liveにて生配信 |
| 2021年4月17日 全4部              | 1stシングル「きまぐれチクタック」発売記念オンライントーク会                       | オンライン開催                                                          | トークアプリ「WithLIVE」にてメンバー1名との1対1オンライントーク |
| 2021年8月7日 全2部               | 2ndシングル「マイペースにマーメイド」発売記念オンラインサイン会                   | オンライン開催                                                          | 宛名を書いている様子をリミスタYouTube Liveにて生配信 |
| 2021年8月15日 全3部              | 2ndシングル「マイペースにマーメイド」発売記念オンラインサイン会                   | オンライン開催                                                          | 宛名を書いている様子をリミスタYouTube Liveにて生配信 |
| 2021年9月25日 全4部              | 2ndシングル「マイペースにマーメイド」発売記念オンライントーク会                   | オンライン開催                                                          | トークアプリ「WithLIVE」にてメンバー1名との1対1オンライントーク |
| 2021年11月28日 全2部             | 3rdシングル「アラビアン・ユートピアン」発売記念オンラインサイン会                 | オンライン開催                                                          | 宛名を書いている様子をリミスタYouTube Liveにて生配信 |
| 2021年12月11日 全3部             | 3rdシングル「アラビアン・ユートピアン」発売記念オンラインサイン会                 | オンライン開催                                                          | 宛名を書いている様子をリミスタYouTube Liveにて生配信 |
| 2021年12月25日                   | 3rdシングル「アラビアン・ユートピアン」発売記念オンラインクリスマストークイベント | オンライン開催                                                          | 応募者専用ページにてクリスマストークを生配信 |
| 2022年2月20日 2022年4月3日 全4部 | 3rdシングル「アラビアン・ユートピアン」発売記念リリースイベント                   | スペース FS汐留（東京都）                                               | ※新型コロナウイルスの影響により開催延期。2022年4月3日に振替。 1部：スタッフトーク（ゲスト：Tomggg、野島鉄平） 2部：「canvas sesssion I」ライブコメンタリー 3部：「canvas sesssion II」ライブコメンタリー 4部：1st,2nd,3rdシングルMVコメンタリー |
| 2022年4月9日 全2部               | 1stアルバム「It's a small world」発売記念オンラインサイン会                       | オンライン開催                                                          | 宛名を書いている様子をリミスタYouTube Liveにて生配信 |
| 2022年4月10日 全3部              | 1stアルバム「It's a small world」発売記念オンラインサイン会                       | オンライン開催                                                          | 宛名を書いている様子をリミスタYouTube Liveにて生配信 |
| 2022年7月9日 全3部               | 1stアルバム「It's a small world」発売記念イベント                                 | 全電通労働会館（東京都）                                                | トーク＆ミニライブ＆FC会員限定お見送り会 セットリスト 1. HAPPY CANDY MARCH 2. きまぐれチクタック 3. セピアの虹 |
| 2022年7月16日 全2部              | 1stアルバム「It's a small world」発売記念イベント                                 | 東別院ホール（愛知県）                                                  | セットリスト 1. harmony to the West 2. マイペースにマーメイド 3. セピアの虹 |
| 2022年7月17日 全2部              | 1stアルバム「It's a small world」発売記念イベント                                 | T･Bホール（大阪府）                                                     | セットリスト 1. アラビアン・ユートピアン 2. 空想エスケープ 3. HAPPY CANDY MARCH |
| 2022年8月24日 全2部              | 4thシングル「ふたりピノキオ」発売記念オンラインサイン会                           | オンライン開催                                                          | 宛名を書いている様子をリミスタYouTube Liveにて生配信 |
| 2022年9月3日 全3部               | 4thシングル「ふたりピノキオ」発売記念オンラインサイン会                           | オンライン開催                                                          | 宛名を書いている様子をリミスタYouTube Liveにて生配信 |
| 2022年10月9日 全3部              | 4thシングル「ふたりピノキオ」発売記念リリースイベント                             | 大阪府内某所 ※開催場所は当選者のみに通知                                | お話し会 |
| 2022年10月10日 全3部             | 4thシングル「ふたりピノキオ」発売記念リリースイベント                             | 東京都内某所 ※開催場所は当選者のみに通知                                | お話し会 |
| 2023年1月8日 全3部               | mini album「Villans:impress」発売記念オンラインサイン会                           | オンライン開催                                                          | 宛名を書いている様子をリミスタYouTube Liveにて生配信 |
| 2023年4月1日 全4部               | 「harmoe 1st LIVE TOUR”This is harmoe world” Blu-ray」発売記念イベント            | 東京都内某所 ※開催場所は当選者のみに通知                                | パッケージサイン会 |
| 2023年4月15日 全3部              | mini album「Villans:impress」発売記念イベント                                     | ゲーマーズなんば店（大阪府）                                            | トーク＆個別お話し会 |
| 2023年4月16日 全3部              | mini album「Villans:impress」発売記念イベント                                     | 今池ガスビル ダイヤモンドルーム（愛知県）                               | トーク＆個別お話し会 |
| 2023年4月29日 全3部              | mini album「Villans:impress」発売記念イベント                                     | 全電通労働会館（東京都）                                                | トーク＆ミニライブ＆FC会員お見送り会 セットリスト 1. Brilliant and bad 2. Wonder girl 3. ふたりピノキオ |
| 2023年4月30日 全4部              | mini album「Villans:impress」発売記念イベント                                     | ポニーキャニオン3Fイベントスペース（東京都）                            | トーク＆個別お話し会 |
| 2023年8月5日 全3部               | 5thシングル「Love is a potion」発売記念オンラインサイン会                         | オンライン開催                                                          | 宛名を書いている様子をリミスタYouTube Liveにて生配信 ※岩田は体調不良のため欠席。2023年9月11日、10月3日に振替。 |
| 2023年8月6日 全2部               | 5thシングル「Love is a potion」発売記念オンラインサイン会                         | オンライン開催                                                          | 宛名を書いている様子をリミスタYouTube Liveにて生配信 ※岩田は体調不良のため欠席。2023年9月11日、10月3日に振替。 |
| 2023年11月23日 全3部             | 5thシングル「Love is a potion」発売記念リリースイベント                           | 都内某所 ※開催場所は当選者のみに通知                                    | お渡し会 |
| 2024年1月13日 全3部              | 6thシングル「ふわふわpartyつられてhappy」発売記念オンラインサイン会               | オンライン開催                                                          | 宛名を書いている様子をリミスタYouTube Liveにて生配信 参加メンバー：岩田 |
| 2024年1月24日 全2部              | 6thシングル「ふわふわpartyつられてhappy」発売記念オンラインサイン会               | オンライン開催                                                          | 参加メンバー：岩田・小泉 |
| 2024年1月31日 全3部              | 6thシングル「ふわふわpartyつられてhappy」発売記念オンラインサイン会               | オンライン開催                                                          | 参加メンバー：小泉 |
| 2024年3月17日 全4部              | 「harmoe 2nd LIVE TOUR “GOOD and EVIL” Blu-ray」発売記念イベント                  | 都内某所 ※開催場所は当選者のみに通知                                    | パッケージサイン会 |
| 2024年4月6日 全3部               | 6thシングル「ふわふわpartyつられてhappy」発売記念リリースイベント                 | 都内某所 ※開催場所は当選者のみに通知                                    | トーク会 |
| 2024年5月16日 全2部              | 2ndアルバム「radii」発売記念オンラインサイン会                                    | オンライン開催                                                          | 宛名を書いている様子をリミスタYouTube Liveにて生配信 参加メンバー：小泉 |
| 2024年5月18日 全3部              | 2ndアルバム「radii」発売記念オンラインサイン会                                    | オンライン開催                                                          | 参加メンバー：岩田・小泉 ※岩田は喉の不調により大事を取って欠席。2024年6月1日に振替。 |
| 2024年5月30日 全2部              | 2ndアルバム「radii」発売記念オンラインサイン会                                    | オンライン開催                                                          | 参加メンバー：岩田 |
| 2024年6月5日                     | 2ndアルバム「radii」発売記念フリーライブ＆特典お渡し会                            | 池袋・サンシャインシティ 噴水広場（東京都）                             | ミニライブ、特典お渡し会 |
| 2024年6月15日                    | 2ndアルバム「radii」発売記念フリーライブ＆特典お渡し会                            | 阪急西宮ガーデンズ 本館4Fスカイガーデン・木の葉のステージ（兵庫県）     | ミニライブ、特典お渡し会 |
| 2024年6月16日                    | 2ndアルバム「radii」発売記念フリーライブ＆特典お渡し会                            | アスナル金山 明日なる！広場（愛知県）                                   | ミニライブ、特典お渡し会 |
| 2024年6月29日                    | 2ndアルバム「radii」発売記念フリーライブ＆特典お渡し会                            | ららぽーと横浜 セントラルガーデンKiLaLa（神奈川県）                     | ミニライブ、特典お渡し会 |
| 2024年8月3日 全4部               | 2ndアルバム「radii」発売記念オンライントーク会                                    | オンライン開催                                                          | トークアプリ「WithLIVE」にてメンバー1名との1対1オンライントーク |
| 2024年11月24日 全3部             | 7thシングル「トゥインクル・デイズ」発売記念 オンラインサイン会                    | オンライン開催                                                          | 宛名を書いている様子をリミスタYouTube Liveにて生配信 参加メンバー：岩田・小泉 ※岩田は体調不良の欠席。2025年1月5日に振替。 |
| 2024年11月27日 全2部             | 7thシングル「トゥインクル・デイズ」発売記念 オンラインサイン会                    | オンライン開催                                                          | 参加メンバー：岩田 |
| 2024年11月28日 全2部             | 7thシングル「トゥインクル・デイズ」発売記念 オンラインサイン会                    | オンライン開催                                                          | 参加メンバー：小泉 |
| 2025年1月25日 全2部              | 7thシングル「トゥインクル・デイズ」発売記念リリースイベント                       | 都内某所 ※開催場所は当選者のみに通知                                    | ミニトーク＆お渡し会 |
| 2025年1月26日 全2部              | 7thシングル「トゥインクル・デイズ」発売記念リリースイベント                       | アニメイト秋葉原7Fイベントスペース（東京都）                            | ミニトーク＆お渡し会 |
| 2025年4月20日 全4部              | 「harmoe 3rd LIVE TOUR “ii'm here” Blu-ray」発売記念リリースイベント              | 都内某所 ※開催場所は当選者のみに通知                                    | パッケージサイン会 |
| 2025年4月25日 全2部              | 2nd mini album「i k i」発売記念 オンラインサイン会                                | オンライン開催                                                          | 宛名を書いている様子をリミスタYouTube Liveにて生配信 |
| 2025年5月1日 全3部               | 2nd mini album「i k i」発売記念 オンラインサイン会                                | オンライン開催                                                          | 宛名を書いている様子をリミスタYouTube Liveにて生配信 |
| 2025年6月28日                    | 2nd mini album「i k i」発売記念フリーライブ＆特典お渡し会                         | アーバンドック ららぽーと豊洲 シーサイドデッキ メインステージ（東京都） | ミニライブ、特典お渡し会 セットリスト 1. 旅しよ!don't you? 2. マイペースにマーメイド 3. 金色イニシエィション 4. 縁のまにまに |
| 2025年7月12日 全3部              | 2nd mini album「i k i」発売記念ガラポン抽選会                                     | 都内某所 ※開催場所は当選者のみに通知                                    | harmoeガラポン大抽選会 |

## 出演

### テレビ番組
- musicるTV(2022年6月6日・13日・27日、テレビ朝日系)※6月度マンスリーアーティスト[50]
- Anison Days（2023年10月6日、BS11）[51]
- アニゲー☆イレブン!（2024年2月2日、BS11）[52]
- ニュージェネ!（2024年2月9日、NHK BSプレミアム4K）[53]
- オダイバ!!超次元音楽祭〜真夏の冒険王LIVE2024〜（2024年10月1日、フジテレビ）[54]
- アニゲー☆イレブン!（2025年6月6日、BS11）[55]

### WEB番組
- アニ☆館 第77回（2021年3月5日・15日・25日、アニメイト店頭・YouTube）※岩田のみ[56]
- オーイシマサヨシ×鈴木愛理のアニソン神曲カバーでしょdeショー!!（2021年9月4日、YouTube）[19]
- アニ☆館 第86回（2021年12月5日・15日・25日、アニメイト店頭・YouTube）※小泉のみ[57]
- スワロウ大忘年会（2021年12月29日、YouTube）※岩田のみ[58]
- アニ☆館 第92回（2022年6月5日・15日・25日、アニメイト店頭・YouTube）[59]
- 別冊MyGirlチャンネル（2022年10月12日、ニコニコ生放送）[60]
- P's Records2024年度 上半期総決算生配信（2024年10月2日、YouTube）※岩田のみ[61]

### ラジオ
- A&G TRIBAL RADIO エジソン（2021年2月27日、文化放送） - ゲスト出演[62]
- あにめdawn!!!!!（2021年3月12日、FMとやま） - コメント出演[63]
- もちこみっ！（2021年3月13日、RKBラジオ） - ゲスト出演[64]
- もちこみっ！（2021年8月21日、RKBラジオ） - ゲスト出演[65]
- 亜咲花 Animetick Night（2021年8月21日、CBCラジオ） - コメント出演[66]
- おふらじ！EX（2021年3月12日、FM大阪） - コメント出演[67]
- 802 Palette（2021年9月4日、FM802） - ゲスト出演[68]
- 小説家になろう Novel on Radio（2021年9月4日・11日・18日・25日、FM802） - 9月マンスリーアーティスト ※802 Palette 内コーナー[68]
- A&G Wednesday スペシャル harmoe～アラビアン・ユートピアン発売記念特番～（2021年12月1日、超!A&G+）[69]
- もちこみっ！（2021年12月25日、RKBラジオ） - ゲスト出演 ※小泉のみ[70]
- 亜咲花 Animetick Night（2022年1月1日、CBCラジオ） - コメント出演[71]
- 鷲崎健のヨルナイト×ヨルナイト（2022年6月16日、超!A&G+） - ゲスト出演 [72]
- フロッッッグ（2022年6月19日、FM FUJI） - ゲスト出演 ※小泉のみ[73]
- アニソン★ナイトフィーバー（2022年6月23日、ラジオ大阪） - コメント出演[74]
- 亜咲花 Animetick Night（2022年6月25日、CBCラジオ） - コメント出演[75]
- IMAREAL スクールストライク!（2022年7月1日、FM北海道） - ゲスト出演[76]
- 802 Palette（2022年7月23日、FM802） - ゲスト出演[77]
- A&G TRIBAL RADIO エジソン（2022年9月3日、文化放送） - ゲスト出演[78]
- キャッチ！（2022年9月22日、エフエム滋賀） - コメント出演[79]
- 鷲崎健のヨルナイト×ヨルナイト（2023年3月9日、超!A&G+） - ゲスト出演 [80]
- 今夜はLucky Night～りほなアニソンフライデー～（2023年10月20日、LuckyFM茨城放送） - ゲスト出演 ※岩田のみ[81]
- 鷲崎健のヨルナイト×ヨルナイト（2024年2月8日、超!A&G+） - ゲスト出演 [82]
- 鷲崎健のヨルナイト×ヨルナイト（2024年6月20日、超!A&G+） - ゲスト出演 [83]
- キャッチ！（2024年8月1日、エフエム滋賀） - コメント出演 [84]
- 鷲崎健のヨルナイト×ヨルナイト（2025年2月27日、超!A&G+） - ゲスト出演 [85]
- 七転八起〜Never give up〜（2025年7月6日・13日・20日・27日、FM NACK5） - 7月マンスリーパートナー ※6日・13日に小泉、20日・27日に岩田が出演[86]
- 斉藤朱夏 しゅかラジ!（2025年7月9日、FM NACK5） - コメント出演 ※小泉のみ[87]
- 802 Palette（2025年7月19日、FM802） - コメント出演[88]

### その他
- 神戸新聞音声番組「めっちゃ兵庫」（2022年9月3日、Voicy） - インタビュー音声[89]